# Einar Naumann
Einar Christian Leonard Naumann (13 agosto 1891 – 22 settembre 1934) è stato un limnologo svedese.

## Biografia
Botanico e limnologo svedese, professore di limnologia presso l'Università di Lund.
Naumann trascorreva l'estate presso la stazione di pesca di Aneboda (Småland, Svezia meridionale), dove istituì un laboratorio sul campo dell'istituto di limnologia di Lund (poi rinominato Einar Naumann Field Station). Naumann è anche ampiamente conosciuto per i suoi contributi alla classificazione dei laghi e nello specifico per l'introduzione dei termini oligotrofico, eutrofico e distrofico applicati alla moderna classificazione dei laghi.